# SeaWiFS

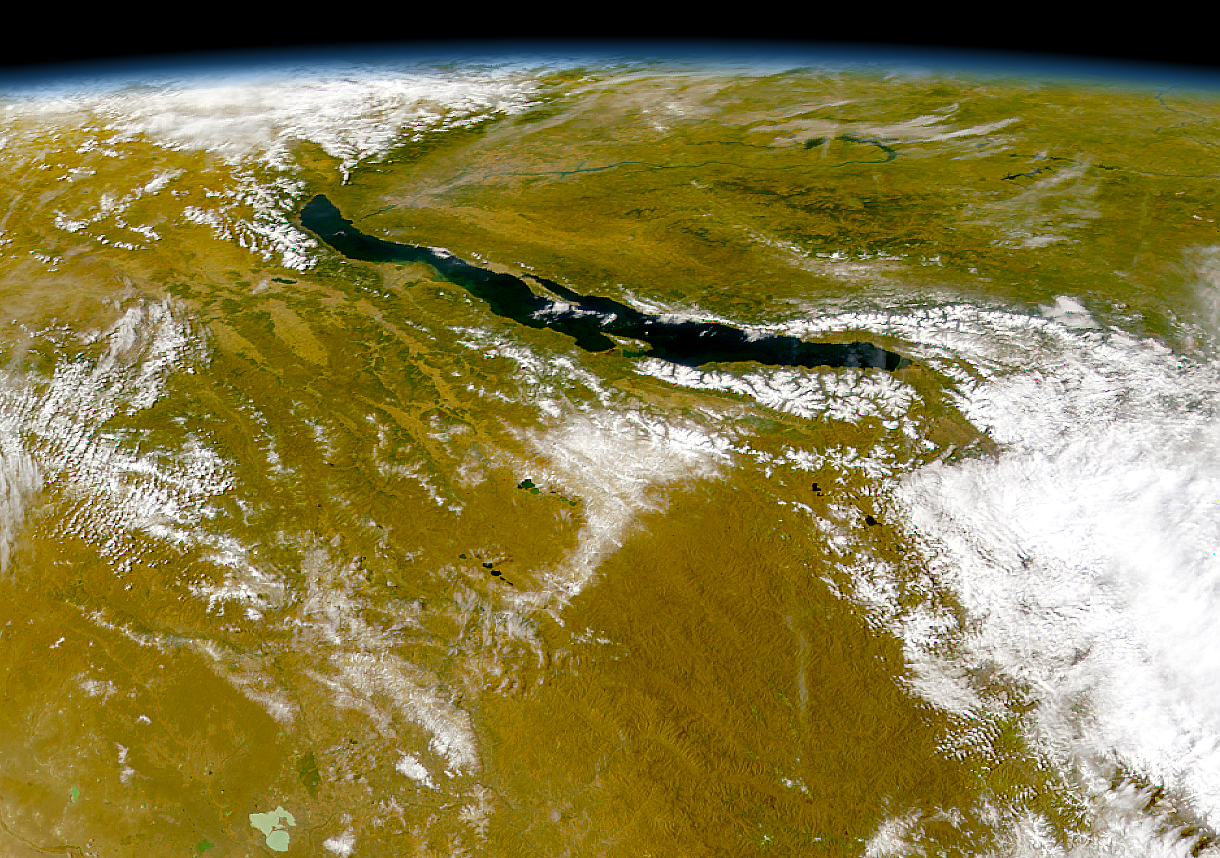
Foto do Lago Baikal obtida com o SeaWiFS.

SeaWiFS (de Sea-viewing Wide Field-of-view Sensor), foi o único instrumento científico do satélite da GeoEye chamado OrbView-2 (ou SeaStar), e foi uma evolução do instrumento Coastal Zone Color Scanner no satélite Nimbus 7.
Lançado em 1 de Agosto de 1997 por intermédio de um foguete Pegasus da Orbital Sciences Corporation, o SeaWiFS iniciou as operações em 18 de Setembro de 1997 e encerrou a coleta de dados em 11 de Dezembro de 2010.